# Agyemang Diawusie
Agyemang Diawusie (Berlín, Alemania; 12 de febrero de 1998-28 de noviembre de 2023)fue un futbolista alemán de ascendencia ghanesa que jugó en la posición de extremo.

## Carrera

### Club
| Periodo   | Club                          | Apariciones | Goles |
| --------- | ----------------------------- | ----------- | ----- |
| 2015–2017 | RB Leipzig II                 | 3           | 0     |
| 2017–2018 | RB Leipzig                    | 0           | 0     |
| 2017–2018 | → SV Wehen Wiesbaden (cedido) | 35          | 4     |
| 2018–2020 | FC Ingolstadt 04              | 11          | 0     |
| 2019      | → SV Wehen Wiesbaden (cedido) | 14          | 2     |
| 2020–2022 | Dynamo Dresden                | 38          | 0     |
| 2022–2023 | SV Ried                       | 1           | 0     |
| 2022–2023 | → SV Ried II (cedido)         | 4           | 0     |
| 2023      | SpVgg Bayreuth                | 17          | 1     |
| 2023      | SSV Jahn Regensburg           | 12          | 0     |

### Selección nacional
Jugó para la selección alemana sub-19 en una ocasión en 2016 en un partido amistoso ante República Checa.

## Logros
- Hessian Cup: 2018–19[13]
- 3. Liga: 2020–21[14]

## Muerte
El 28 de noviembre de 2023, Diawusie murió a la edad de 25 años de muerte cardíaca súbita, presumiblemente causada por una infección viral sospechosa de miocarditis.